# Episodi de I rangers della foresta (terza stagione)
La terza stagione della serie televisiva I rangers della foresta (The Forest Rangers) è andata in onda in Canada nel 1965 sulla CBC.
| nº | Titolo originale                | Prima TV Canada | Titolo italiano | Prima TV Italia |
| -- | ------------------------------- | --------------- | --------------- | --------------- |
| 1  | Santa Macleod                   | 1965            |                 |                 |
| 2  | The Choice                      | 1965            |                 |                 |
| 3  | The Wolf                        | 1965            |                 |                 |
| 4  | The Wolf Spirit                 | 1965            |                 |                 |
| 5  | Hole in the Ice                 | 1965            |                 |                 |
| 6  | Finnigan's Dog                  | 1965            |                 |                 |
| 7  | The Escape                      | 1965            |                 |                 |
| 8  | Deadly Friend                   | 1965            |                 |                 |
| 9  | Not in the Book                 | 1965            |                 |                 |
| 10 | The Dream                       | 1965            |                 |                 |
| 11 | The Avenger                     | 1964            |                 |                 |
| 12 | The White Hunter                | 1965            |                 |                 |
| 13 | The Great Hypnotist             | 1965            |                 |                 |
| 14 | The Man from Nowhere            | 1965            |                 |                 |
| 15 | Deadline                        | 1965            |                 |                 |
| 16 | Shipment X                      | 1965            |                 |                 |
| 17 | Jimmy Twenty                    | 1965            |                 |                 |
| 18 | Indian River a Go Go            | 1965            |                 |                 |
| 19 | Poison Lake                     | 1965            |                 |                 |
| 20 | Willie and Starlight            | 1965            |                 |                 |
| 21 | Unjust World                    | 1965            |                 |                 |
| 22 | The Mystery Dog                 | 1964            |                 |                 |
| 23 | The Bulldozer                   | 1965            |                 |                 |
| 24 | The Albino Beaver               | 1965            |                 |                 |
| 25 | Uncle Raoul and the Three Bears | 1965            |                 |                 |
| 26 | Macleod and the Talking Bear    | 1965            |                 |                 |
| 27 | Death Dance                     | 1965            |                 |                 |
| 28 | The Invaders                    | 1965            |                 |                 |
| 29 | Strongest Man in the World      | 1965            |                 |                 |
| 30 | Joe's Revenge                   | 1965            |                 |                 |
| 31 | Raoul and the Thunderbolt       | 1965            |                 |                 |
| 32 | The Lost Tribe                  | 1965            |                 |                 |
| 33 | The Ojibway Beat                | 1965            |                 |                 |

## Santa Macleod
- Prima televisiva: 1965

### Trama
- Guest star: Lawrence Dane (indiano), John Mackin (Johnson), Matthew Ferguson (Danny Bailey), Jan Goldin (Indian Wife)

## The Choice
- Prima televisiva: 1965

### Trama
- Guest star: Lawrence Dane (John Mandamin), Steven Barringer (operatore radio)

## The Wolf
- Prima televisiva: 1965

### Trama
- Guest star:

## The Wolf Spirit
- Prima televisiva: 1965

### Trama
- Guest star: Matthew Ferguson (Danny Bailey), Eric Clavering (Shing Wauk), David Britton (Tom)

## Hole in the Ice
- Prima televisiva: 1965

### Trama
- Guest star: Leslie Yeo (Robinson), Jonathan White (Brown), Matthew Ferguson (Danny Bailey), Ed McNamara (Jones), Arch McDonnell (Smith), Steven Barringer (operatore radio)

## Finnigan's Dog
- Prima televisiva: 1965

### Trama
- Guest star: Matthew Ferguson (Danny Bailey), Ed McNamara (Charlie Bryce), Leslie Yeo (Finnigan)

## The Escape
- Prima televisiva: 1965

### Trama
- Guest star: Larry Perkins (Mills), John Vernon (Butler), Matthew Ferguson (Danny Bailey), Chris Wiggins (Porter), Alan Pearce (Chas Donovan)

## Deadly Friend
- Prima televisiva: 1965

### Trama
- Guest star: Matthew Ferguson (Danny Bailey), Sean Sullivan (Olson)

## Not in the Book
- Prima televisiva: 1965

### Trama
- Guest star: Steven Barringer (operatore radio), Sean Sullivan (Grout), Matthew Ferguson (Danny Bailey), Tom Harvey (Brody), Arch McDonnell (Norris), Frank Mathias (pilota)

## The Dream
- Prima televisiva: 1965

### Trama
- Guest star: Arch McDonnell (Mr. Adams)

## The Avenger
- Prima televisiva: 1964

### Trama
- Guest star: Matthew Ferguson (Danny Bailey), Sean Sullivan (Joe Burker), Donald Ewer (Heck McGee)

## The White Hunter
- Prima televisiva: 1965

### Trama
- Guest star: Cec Linder (Morris), Bernard Behrens (Owen)

## The Great Hypnotist
- Prima televisiva: 1965

### Trama
- Guest star: Eric Clavering (Shing Wauk), Les Rubie (vecchio)

## The Man from Nowhere
- Prima televisiva: 1965

### Trama
- Guest star: Marc Strange (tecnico), Gillie Fenwick (dottore), Larry Reynolds (sergente Stewart), Alexander Webster (Sullivan), Alan Pearce (tecnico)

## Deadline
- Prima televisiva: 1965

### Trama
- Guest star: Leslie Barringer (Andy Saunders), Fred Diehl (Mr. Saunders), Steven Barringer (operatore radio)

## Shipment X
- Prima televisiva: 1965

### Trama
- Guest star: Larry Beatie (Smith), Ron Taylor (Murphy), Gerard Parkes (Charlie Appleby), Larry Reynolds (sergente Stewart), John Bethune (Brown), Doug Master (Fred Cooper)

## Jimmy Twenty
- Prima televisiva: 1965

### Trama
- Guest star: William Kemp (Smith)

## Indian River a Go Go
- Prima televisiva: 1965

### Trama
- Guest star: Tony Mariani (Hank), Steven Barringer (operatore radio), Raymond Bellew (Rocky Webb), William Barringer (Sammy Quackenbush), Doug McCutchen (Charlie)

## Poison Lake
- Prima televisiva: 1965

### Trama
- Guest star: Jonathan White (Mr. Fulbright), Nuala Fitzgerald (Mrs. Fulbright), George Robertson (dottor Cleaver)

## Willie and Starlight
- Prima televisiva: 1965

### Trama
- Guest star: Don Baker (Monk), Doug Master (Fred Cooper), Larry Reynolds (sergente Stewart), Trudy Young (Willie Watson), Robert Goodier (Mr. Watson), Cecil Montgomery (Myron)

## Unjust World
- Prima televisiva: 1965

### Trama
- Guest star: Eric Lane (Arthur), Steven Barringer (operatore radio), Gerard Parkes (Flynn), John Kastner (Stanley)

## The Mystery Dog
- Prima televisiva: 1964

### Trama
- Guest star: Steven Barringer (operatore radio), Jack Van Evera (Mr. Harer)

## The Bulldozer
- Prima televisiva: 1965

### Trama
- Guest star: John 'Frenchie' Berger (Harvey), Buddy Ferens (Stan), Matthew Ferguson (Danny Bailey), Steven Barringer (operatore radio), Anthony Kramreither (Merv), Syd Brown (Mr. West)

## The Albino Beaver
- Prima televisiva: 1965

### Trama
- Guest star: Doug Master (Fred Cooper)

## Uncle Raoul and the Three Bears
- Prima televisiva: 1965

### Trama
- Guest star: Rolland Bédard (zio Raoul)

## Macleod and the Talking Bear
- Prima televisiva: 1965

### Trama
- Guest star: Doug Master (Fred Cooper), John Drainie (Mr. Miller)

## Death Dance
- Prima televisiva: 1965

### Trama
- Guest star: Eric Clavering (Shing Wauk), Garbut Roberts (Black Cloud), Len Birman (John Connequeese), Sonny Bell (Smiling Boy)

## The Invaders
- Prima televisiva: 1965

### Trama
- Guest star: Gary Flanagan (Frank), Gino Marrocco (Rick), Larry Reynolds (sergente Stewart), Doug Master (Fred Cooper), George Luscombe (Jim Fraser), Steven Barringer (operatore radio), John Kastner (Johnnie)

## Strongest Man in the World
- Prima televisiva: 1965

### Trama
- Guest star: Guy Sanvido (Louie), Jack Van Evera (Touch), Kurt Schiegl (Big Jim Hansen), Alan Pearce (caposquadra)

## Joe's Revenge
- Prima televisiva: 1965

### Trama
- Guest star: William Brydon (Ferguson), John 'Frenchie' Berger (Morley)

## Raoul and the Thunderbolt
- Prima televisiva: 1965

### Trama
- Guest star: Pierre Dufresne (Thunderbolt Thibault), Rolland Bédard (zio Raoul), Steven Barringer (Dobi), Doug Master (Fred Cooper)

## The Lost Tribe
- Prima televisiva: 1965

### Trama
- Guest star: Eric Clavering (Shing Wauk), Chris Wiggins (Prof. Mandell), John 'Frenchie' Berger (Frogman)

## The Ojibway Beat
- Prima televisiva: 1965

### Trama
- Guest star: Alex Barringer (Luke Hopper), Hugh Watson (direttore della banca), Rolland Bédard (zio Raoul), Gerard Parkes (Charlie Appleby), Doug Master (Fred Cooper), Donald Ewer (PK Carroll), Eric Lane (Dave Friendly), Les Rubie (Crabbe)